# Bernhard Willem Holtrop
Bernhard Willem Holtrop (Ermelo, Güeldres, Países Bajos; 2 de abril de 1941), es un dibujante satírico holandés que vive en Francia desde 1968 y publica con el seudónimo de Willem. Willem es conocido por sus caricaturas provocativas con imágenes violentas y sexuales sobre temas políticos.
Willem es el ganador del Stripschapprijs del año 2000. En 2013, fue galardonado con el Gran Premio en el Festival Internacional del Cómic de Angulema. En 2015, Willem fue galardonado con el Premio Gat Perich.

## Biografía

### Primeros años
Bernhard Willem Holtrop nació en Ermelo, Güeldres, Países Bajos, el 2 de abril de 1941.
El padre de Willem era un cristiano reformado que trabajaba como médico. Durante la Segunda Guerra Mundial participó activamente en la resistencia y albergó a una pareja judía en su casa. Los nazis lo encarcelaron en el campo de prisioneros de Vught durante tres meses, a pesar de no tener pruebas concretas. Después de la guerra, llevó a su hijo de ocho años a Vught para mostrarle dónde había sido encarcelado y dónde se ejecutaba a los prisioneros. A través de la profesión de su padre, Willem también vio muchas fotos médicas cuando era niño como fotografías de nacimientos, lesiones y enfermedades, lo cual le dieron una fascinación con la Segunda Guerra Mundial y lo macabro en general.
Entre sus influencias gráficas se encuentran Albert Hahn Sr., Leendert Jordaan, David Low, Borís Yefímov y más tarde Siné, Roland Topor, René Petillon y Manfred Deix.
Como estudiante en el internado Instituut Hommes en Hoogezand, fue expulsado por hacer un "papel pornográfico". Mientras estaba reclutado, Willem publicó sus primeras caricaturas en noviembre de 1961 tituladas Humor uit het Soldatenleven en la revista militar De Legerkoerier. El mismo año apareció su primera caricatura pagada en Het Vrije Volk. Entre 1962 y 1967 Willem estudió bellas artes y publicidad en las academias de Arnhem y Bolduque, mientras publicaba en la revista estudiantil holandesa Propria Cures.

### Provo
En la década de 1960, Willem descubrió la revista Hara-Kiri, los cómics clandestinos y se involucró con el movimiento Provo. Después de notar que la revista oficial de Provo, carecía de un dibujante, se presentó para el cargo. En diciembre de 1965 Willem debutó en la revista. Willem también diseñó volantes y carteles para el movimiento.

### God, Nederland en Oranje
Willem y su compañero de Provo Hans Metz pronto fundaron su propia revista Provo en septiembre de 1966. El título de la revista fue God, Nederland en Oranje. La revista se especializaba en ilustraciones escandalosas y caricaturas. Además de Willem, se publicó dibujos subversivos de Willem van Malsen, Ab Tulp, Pierre, Midas, Picha y Roland Topor. La policía confiscó cinco de las 10 ediciones en total. En el primer número, dos caricaturas de Willem dieron lugar a un caso judicial. El primero mostraba a un policía con forma de esvástica persiguiendo a un hombre. El segundo retrató a la reina holandesa Juliana como una prostituta de ventana, siendo su costo el costo anual de la monarquía holandesa. Fue acusado de insultar a la autoridad pública en el primer caso y de lesa majestad en el segundo. En marzo de 1968 fue absuelto de lesa majestad por el juez. Sin embargo, fue condenado dos veces a pagar una multa de 250 florines por la caricatura de la "esvástica policial", incluso en la apelación, Willem perdió, por lo que pagó la suma.
En marzo de 1968 salió la última edición de God, Nederland en Oranje.

### Hitweek (Aloha) y De Nieuwe Linie
Desde 1967 hasta finales de la década de 1970, los cómics y caricaturas de Willem aparecieron en el semanario pop holandés Hitweek, más tarde llamado Aloha, y en el semanario de opinión progresista De Nieuwe Linie. Cuando el movimiento Provo se disolvió, estos seminarios fueron siendo las únicas revistas de contracultura en los Países Bajos donde aún podía publicar sus dibujos "anárquicos". Durante las décadas de 1960 y 1970, la mayoría de los cómics que hizo para ellos fueron traducciones de trabajos que aparecieron originalmente en L'Enragé, Charlie Hebdo y Charlie Mensuel.

### Mudanza a Francia, Hara-Kiri/Charlie Hebdo y Charlie Mensuel
En mayo de 1968, durante las manifestaciones estudiantiles en París, el trabajo de Willem comenzó a aparecer también en la prensa francesa, concretamente en las revistas L'Enragé, Hara-Kiri y a partir de 1969, Charlie Mensuel.
En 1969 William se trasladó a Francia porque creía que había más revistas dispuestas a publicar sus caricaturas y que la política francesa invitaba más a la sátira porque hay "ladrones y gánsters genuinos" en comparación con el gobierno holandés.
Willem se unió a Hara-Kiri en 1968 y permaneció en esta revista después de que se cambiara su nombre a Charlie Hebdo en 1970, y es el colaborador más antiguo y, desde 2015, es el único sobreviviente de los primeros años de la revista.
Desde 1970, Willem también fue un colaborador en la revista hermana de Charlie Hebdo, Charlie Mensuel. En 1981, Willem sucedió a Georges Wolinski como el tercer y último editor en jefe de Charlie Mensuel. Se hizo cargo de las ediciones 146 en adelante y permaneció hasta el último.

### Surprise
En febrero de 1976, Charlie Hebdo/Mensuel publicó una revista hermana titulada Surprise, de la cual el "Professeur Choron" y Willem eran los editores en jefe. Surprise quería ser aún más escandalosa que las demás revistas, presentando principalmente cómics de artistas underground europeos como Joost Swarte, Ever Meulen, Chapi, Loulou, Roland Topor y Kamagurka, y también material estadounidense de Kim Deitch, Robert Armstrong y Justin Green. Willem estaba tan preocupado con la edición que no dibujó para la revista. Surprise llamó la atención del ministro del Interior francés, Michel Poniatowski, quien prohibió su venta entre menores. La quinta y última edición de la revista salió en octubre de ese mismo año.

### Atentados terroristas en Charlie Hebdo
En 2006, Charlie Hebdo publicó una edición especial en el que se burlaban del islam y del profeta Mahoma, en reacción a la polémica internacional provocada por las caricaturas que ridiculizaban el mismo tema en el diario danés Jyllands-Posten, los editores de Charlie Hebdo fueron demandados y amenazados de muerte.
En abril de 2011 un ataque con cócteles molotov quemó las oficinas, pero sin víctimas. La policía parisina los puso bajo protección policial.
el 7 de enero de 2015 dos terroristas fundamentalistas musulmanes irrumpieron en la oficina de la revista, asesinaron a los policías y casi todos los editores, dibujantes y escritores dentro. En total 12 personas fueron asesinadas y 11 heridas. Willem no estaba presente el día del ataque. Muchos medios en ese momento afirmaron que Willem "había perdido su tren y llegó tarde al trabajo", pero en realidad nunca asistía a las reuniones editoriales semanales, algunos reporteros lo confundieron con el dibujante Luz.
Solo una semana después del atentado, William y los editores sobrevivientes publicaron la siguiente edición. Como tenían que trabajar con menos gente que antes, él, Luz y Catherine Meurisse se vieron obligados a hacer más viñetas de lo habitual para reemplazar a los demás, aunque también se añadieron reimpresiones de los colaboradores fallecidos. Willem rechazó todo apoyo público de políticos, líderes religiosos y organizaciones y co-firmó una petición el 12 de enero de 2015 con varios escritores y dibujantes franceses contra el movimiento islamófobo alemán Pegida, que trató de usar los acontecimientos para incitar al odio racial.

### Libération
Entre 1981 y 2021, Willem fue caricaturista del periódico de izquierda Libération, donde su trabajo apareció usando el título 'L'Oeil de Willem'. Entre 1993 y 2002 fue el periodista de viajes de la revista, realizando viajes a Camerún, Costa de Marfil, los Estados Bálticos, Nuevo Hampshire y Rusia.
En 2021, Willem anunció su retiro de Libération. Su lugar es ocupado por la dibujante de Charlie Hebdo, Corinne Rey.

### Ilustración
- Plaisir d'esthète, Le dernier terrain vague, 1982.
- Bastard, en collaboration avec S. Clay Wilson (1 page chacun), Futuropolis, 1984
- N'oublions jamais, éditions du Saquare, 1985
- Willem, Futuropolis, collection 30x40, 1987
- Appétits,Le dernier terrain vague, 1989
- Willem-Images, Fondation de l'imagerie d'Epinal, 1990
- Euromania, Futuropolis, 1992
- Eurofolio, Yves Royer , 1992
- Alphabet Capone, Cornélius, 1993
- Quais Baltiques, éditions Mille et une nuits, collection "Les petits libres", 1994
- Forty Dirty Drawings, La Byrouth des épices, 1994
- Deadlines, Jean-Pierre Faur éditeur, 1998
- Par la bande, texto de Daniel Varenne, Demoures, 1999
- Ailleurs, Cornélius, collection Blaise, 2002
- Provo, la tornade blanche, texte d'Yves Frémion, Agnès Vienot éditeur, 2001
- Aventures innavouables, Item, 2003
- Un hiver au musée de l'érotisme, con Medi Holtrop, París, 2004
- Hier et nu, Ragage, 2005

### Historieta y dibujo satírico
- Chez les obsédés, éditions du Square, 1971.
- Les aventures de Tom Blanc, éditions du Square, 1972.
- Drames de famille, éditions du Square, 1973.
- Le crime ça paie, Folio, 1974.
- Jack l'éventreur en vacances, éditions du Square, 1974.
- La crise illustrée, éditions du Square, 1975.
- Taisez-vous l'ennemi écoute, éditions du Square, 1976.
- Surprise, 5 numéros, éditions du Square, 1976.
- Les aventures du Prince Bernhard, éditions du Square, 1977.
- Romances et Mélodrames, éditions du Square, 1977.
- Dick Talon heureux comme un con, éditions du Square, 1978.
- Terreur aveugle, éditions du Square, 1979.
- Gloire coloniale et autres récits exotiques, Square/ Albin Michel , 1981.
- Le tour du monde de Ric et Claire, livre pour enfant, dessin Joost Swarte, Futuropolis, 1982.
- Complet !, Les Humanoïdes associés, 1983.
- Les crimes innommables, Albim Michel, 1983.
- L'amour sera toujours vainqueur, Les Humanoïdes associés, 1984;
- Rats Hamburger 1, Futuropolis, collection X, 1985.
- Rats Hamburger 2, Futuropolis, collection X, 1985.
- Plus mort que moi tu meurs, Futuropolis, collection X, 1986.
- Willem à Libération, Albin Michel, 1988.
- Retouches, Comixland, 1989.
- 7 jours qui ébranlèrent le monde, Car rien n'a d'importance, 1990.
- Le monde en images, Albin Michel, coll. l'Echo des savanes, 1991.
- Plutôt crever !', Car rien n'a d'importance, 1993.
- Bonne année, flip-book, Libération, 1993
- Odeurs de campagne, Charlie hebdo HS, 1995.
- Poignées d'amour, Cornélius, collection Pierre, 1995.
- Anal Symphonies, Cornélius, collection Pierre, 1996.
- Ca va être votre fête !, Cornélius, collection Raoul, 1996.
- Tout va bien, Albin Michel, 1997.
- Eliminations, Les Requins Marteaux, 1999.
- Le Cabinet du Docteur Holtrop, Humus & Dumerchez, 1999.
- Le Feuilleton du Siècle, Cornélius, Collection Pierre, 2000.
- La Droite Part en Couilles, Bichro, 2000.
- Tout est politique, l'Oeil électrique, 2001.
- La Paix dans le Monde, L'Atalante, collection "Comme un accordéon", 2002.
- Merci Ben Laden, Les requins marteaux, collection "Carrément", 2002.
- Destruction massive, Les requins marteaux, collection "Carrément", 2003.
- Coeur de chien, L'Association, collection "Mimolette", 2004.
- Les aventures de l'art, Cornélius, collection "Pierre", 2004.
- Appétit, ré-édition augmentée, Humeurs, 2005
- Sarko l'Increvable, Les requins marteaux, collection "Carrément", 2005.
- Lui, Eux, et ... Les Autres, Editions du Layeur, 2006
- Dick Talon Nazillon, Charlie hebdo HS, 2007.